# Ableptina delospila
Ableptina delospila är en fjärilsart som beskrevs av Louis Beethoven Prout 1927. Ableptina delospila ingår i släktet Ableptina och familjen nattflyn. Inga underarter finns listade i Catalogue of Life.